# 西貢文物館
西貢文物館位於香港西貢區將軍澳唐俊街8號仁濟醫院王華湘中學內，於2009年1月8日正式開幕，由仁濟醫院王華湘中學及西貢區議會管理，是一所介紹西貢歷史和文化的博物館。
仁濟醫院王華湘中學早於2006年向衛奕信勳爵文物信託申請款項，並開始於籌辦文物館。經過各方人士的支持及協助．加上西貢區內人士捐贈及借出展品，使文物館的籌辦工作進展順利，最後順利成立。
文物館分為兩個部份：「西貢文物館」及「校史館」。「西貢文物館」部份共分3個展區域，除了提供文物館的簡介，還介紹西貢區鄉村傳統風貌和西貢的今昔。而「校史館」部份主要簡述仁濟醫院王華湘中學的發展，並展出該校相關文物，以增加公眾對該校的認識。
現時文物館免費對外開放，但由於文物館設於學校校園內，故參觀之前需要預約。文物館在星期一至星期六開放，於星期日、部份學校假期及公眾假期皆會休息。

## 外部連結
- 西貢文物館網站